# The Case of the Velvet Claws (filme)
The Case of the Velvet Claws é um filme de 1936 baseado no livro The Case of the Velvet Claws de Erle Stanley Gardner escrito em 1933. O filme foi produzido pela Warner Bros. First National Pictures e protagonizado por Warren William que interpretou Perry Mason. O filme não foi completamente baseado na obra de Gardner, uma vez que na produção Della Street e Perry Mason são casados. É o 4º filmes da série de filmes de Perry Mason. Teve direção de William Clemens, e roteiro de Erle Stanley Gardner.

### Elenco
- Warren William como Perry Mason
- Claire Dodd como Della Street
- Winifred Shaw como Mrs.Eva Belter/Eva Stuart
- Bill Elliott como Carl Griffin
- Joe King como George C. Belter
- Addison Richards como Frank Locke
- Eddie Acuff como Paul Drake
- Olin Howland como Wilbur Strong
- Dick Purcell	como Crandal
- Kenneth Harlan como Peter Milnor'
- Clara Blandick como Judge Mary F. O'Daugherty
- Ruth Robinson como Mrs. Veite
- Paula Stonecomo Norma Veite
- Robert Middlemass como Sargento Hoffman
- Stuart Holmes como Digley
- Pat O'Malley como Sargento Desk (não creditado)